# Museum in progress
Das museum in progress ist ein privater, gemeinnütziger Kunstverein mit Sitz in Wien. Die Initiative wurde 1990 von Kathrin Messner und Josef Ortner († 2009) mit dem Ziel gegründet, neuartige Präsentationsformen für zeitgenössische Kunst zu entwickeln. Die Realisierung von Projekten erfolgt jeweils auf der Basis von Kooperationen zwischen Wirtschaft, Kunst und Medien.

## Ausstellungstätigkeit
Die Ausstellungstätigkeit konzentriert sich auf mediale und öffentliche Räume. Dabei werden beispielsweise Zeitungen, Magazine, Plakatflächen, Gebäudefassaden, Fernsehen und Internet genutzt. Die von museum in progress ausgestellten Kunstwerke sind medienspezifisch, kontextabhängig und temporär.
Durch die Vereinsarbeit wird die Distanz von Alltagsrealität und Kunstort überwunden und ein weit größeres Publikum als von traditionellen Museumsinstitutionen erreicht.

## Projekte (Auswahl)

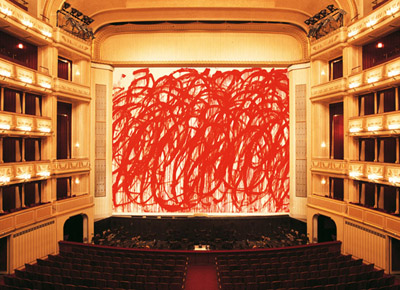
„Bacchus“ von Cy Twombly, Eiserner Vorhang in der Wiener Staatsoper, Saison 2010/2011

- DO IT – TV-Version (1995–1996): In der Kultursendung „10 1/2“ des Österreichischen Rundfunks (ORF) wurden wöchentlich 1- bis 3-minütige, von internationalen Künstlern gestaltete Video-Clips mit „Handlungsanweisungen“ präsentiert. Mit: Leon Golub, Damien Hirst, Ilya Kabakov, Yoko Ono, Michelangelo Pistoletto, Erwin Wurm, u. a.[4]
- Eiserner Vorhang (seit 1998): Die Ausstellungsreihe in der Wiener Staatsoper verwandelt die Brandschutzwand zwischen Bühne und Publikumsraum in einen temporären Ausstellungsraum für zeitgenössische Kunst. Beteiligte Künstler: John Baldessari, Matthew Barney, Richard Hamilton, David Hockney, Joan Jonas, Jeff Koons, Maria Lassnig, Rosemarie Trockel, Cy Twombly, u. a.[5][6]
- Kunst, Gesellschaft und Medien (1994–1996): Symposium mit Künstlern, Kunstkritikern, Philosophen und Essayisten zu Kunst, Medien und der gesellschaftlichen Wirklichkeit der neunziger Jahre. Beiträge in Der Standard. Mitwirkende: Jean Baudrillard, Pierre Bourdieu, Gilles Deleuze, Carsten Höller, Kasper König, Otto Muehl, Hans-Ulrich Obrist, Paul Virilio, u. a.[7]
- KünstlerInnenporträts (1992–2001): Eine auf Video festgehaltene Gesprächsreihe mit international renommierten Künstlern, nach einem künstlerischen Konzept von Peter Kogler. Beteiligte: Vito Acconci, Georg Baselitz, Günter Brus, Gilbert & George, Jenny Holzer, Hermann Nitsch, Arnulf Rainer, James Rosenquist, Lawrence Weiner, Christopher Wool, Heimo Zobernig, u. a.[8] 2017 sind unter dem Titel Artists Talking einige der Gespräche im Verlag der Buchhandlung Walther König auf DVD erschienen.[9]
- Plakat (1991–2001): Die von Künstlern gestalteten Plakate waren jeweils während zwei Monaten an ca. 3000 Plakatflächen in Wien zu sehen. Mitwirkende Künstler: Thomas Bayrle, Hans-Peter Feldmann, Felix Gonzalez-Torres, Gerwald Rockenschaub, Rirkrit Tiravanija, Rosemarie Trockel, u. a.[10]
- Remapping Mozart – Verborgene Geschichte/n (2006): Ausstellungsprojekt zum Mozartjahr 2006 an vier Standorten in Wien – kuratiert von Araba Evelyn Johnston-Arthur, Ljubomir Bratić, Lisl Ponger, Nora Sternfeld und Luisa Ziaja[11]
- Travelling Eye (1995–1996): Ein Ausstellungsprojekt im Nachrichtenmagazin profil. Beteiligte: John Baldessari, Nan Goldin, Gabriel Orozco, Gerhard Richter, u. a.[12]
- With an Open Mind – Tolerance and Diversity (2002): Zwölf ganzseitige künstlerische Interventionen in den Tageszeitungen Der Standard und Süddeutsche Zeitung. Beteiligte Künstler: Thomas Bayrle, Tacita Dean, Douglas Gordon, Ken Lum u. a.[13]
- Woman/War/Victimage/Resistance (1994–1995): Eine sechsteilige Arbeit, die sich mit der unzulänglich aufgearbeiteten österreichischen nationalsozialistischen Vergangenheit, insbesondere mit Täter- und Opferrolle, auseinandersetzt. Die Ausstellungsserie von Nancy Spero erschien im Medienraum von Der Standard.[14]